# Święty Pantaleon
Święty Pantaleon (gr. Παντελεήμων, cs. великомученикъ и цѣлитель Пантелеимѡнъ; ur. ok. 280 w Nikomedii, zm. 27 lipca 305 tamże) – 
święty Kościoła katolickiego i prawosławnego, uzdrowiciel, zaliczany do wielkich męczenników chrześcijańskich i do grona Czternastu Świętych Wspomożycieli.

## Żywot
Pochodzący z Nikomedii Pantaleon był synem chrześcijanki Eubuli. W myśl zamierzeń ojca, po zdobyciu koniecznej wiedzy został lekarzem na dworze cesarza Galeriusza Maksymiana. Nawróciwszy się na wiarę chrześcijańską, zaczął leczyć bezpłatnie – w imię Boga, co przysporzyło mu wielu niechętnych. Odmówił wyparcia się wiary, za co go uwięziono, poddano torturom i ostatecznie ścięto.

## Kult i patronat

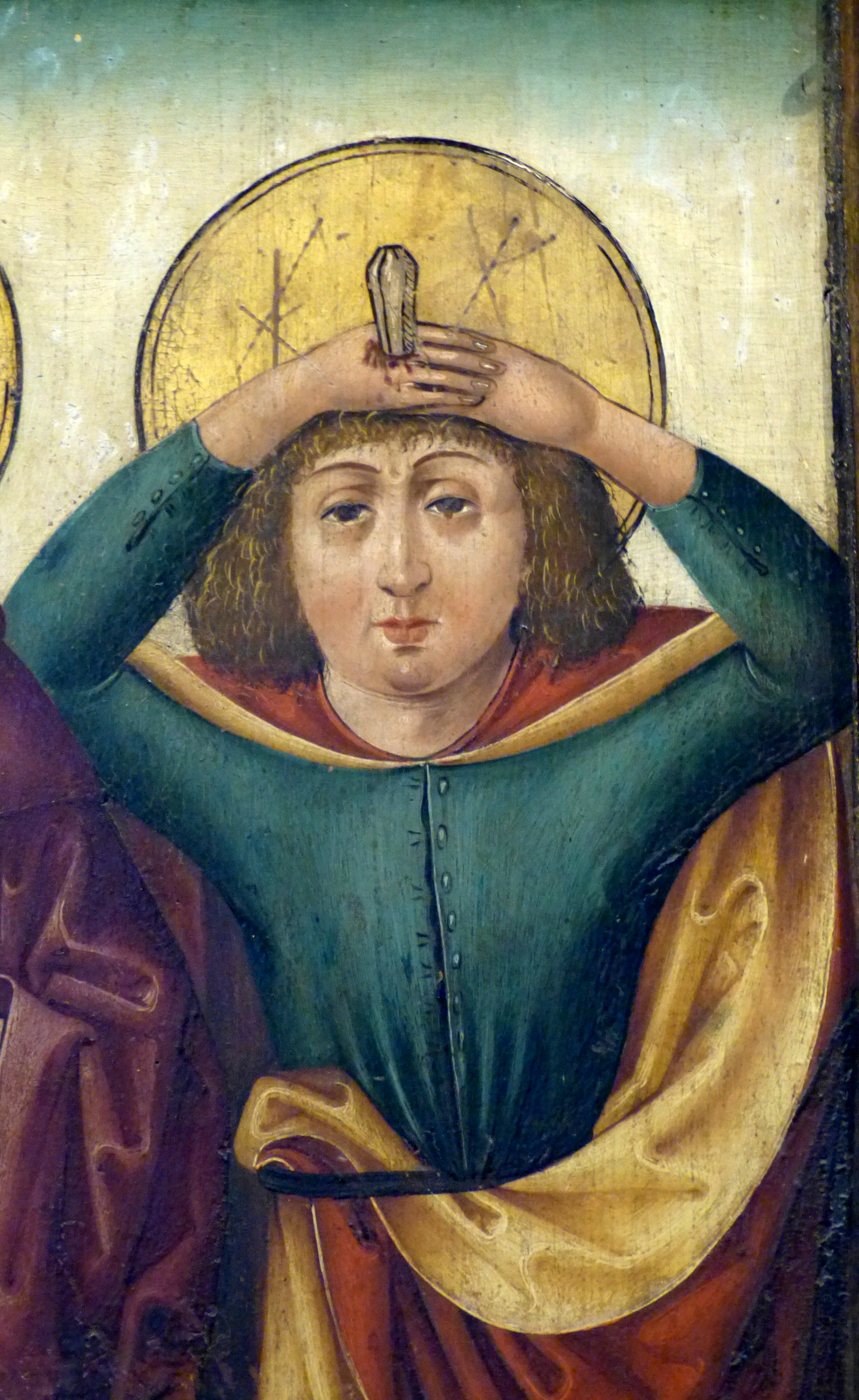
Święty Pantaleon - fragment tryptyku z końca XV wieku w Schwabach

Uznany jest za patrona lekarzy, pielęgniarek, ludzi samotnych. Jego atrybutem są gwoździe będące symbolem jego męczeństwa.
W ikonografii Święty przedstawiany jest jako młody mężczyzna bez zarostu, z krótkimi, ciemnymi włosami. W prawej dłoni trzyma pędzelek do namaszczania chorych, w lewej niewielką szkatułkę z medykamentami. Szaty spodnie (zwykle zielone) okrywa jasnoczerwony płaszcz symbolicznie oznaczający śmierć męczeńską.
Jego wspomnienie liturgiczne w Kościele katolickim obchodzone jest 27 lipca.
Wyznawcy prawosławia wspominają wielkiego męczennika 27 lipca/9 sierpnia, tj. 9 sierpnia według kalendarza gregoriańskiego.
Relikwie św. Pantaleona znajdują się w Madrycie i Lyonie. 
Jego wezwanie nosi m.in. kościół w Kolonii.